# Phyllanthus fraternus
Phyllanthus fraternus là một loài thực vật có hoa trong họ Diệp hạ châu. Loài này được G.L.Webster miêu tả khoa học đầu tiên năm 1955.

## Hình ảnh

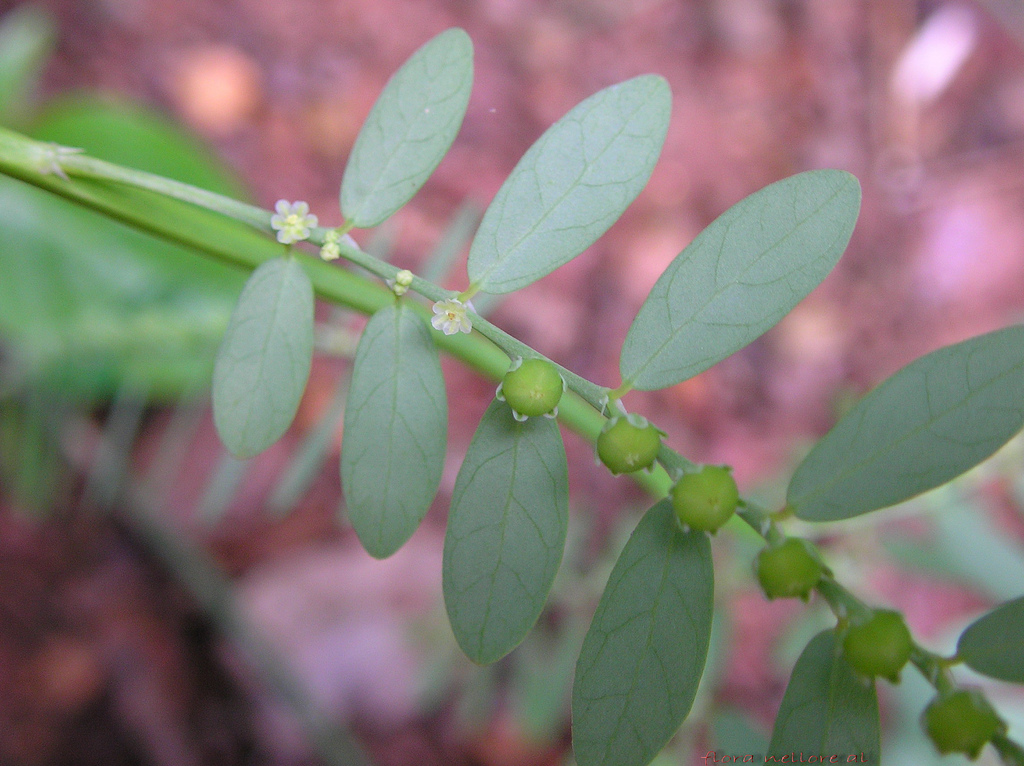